# Black Lives Matter

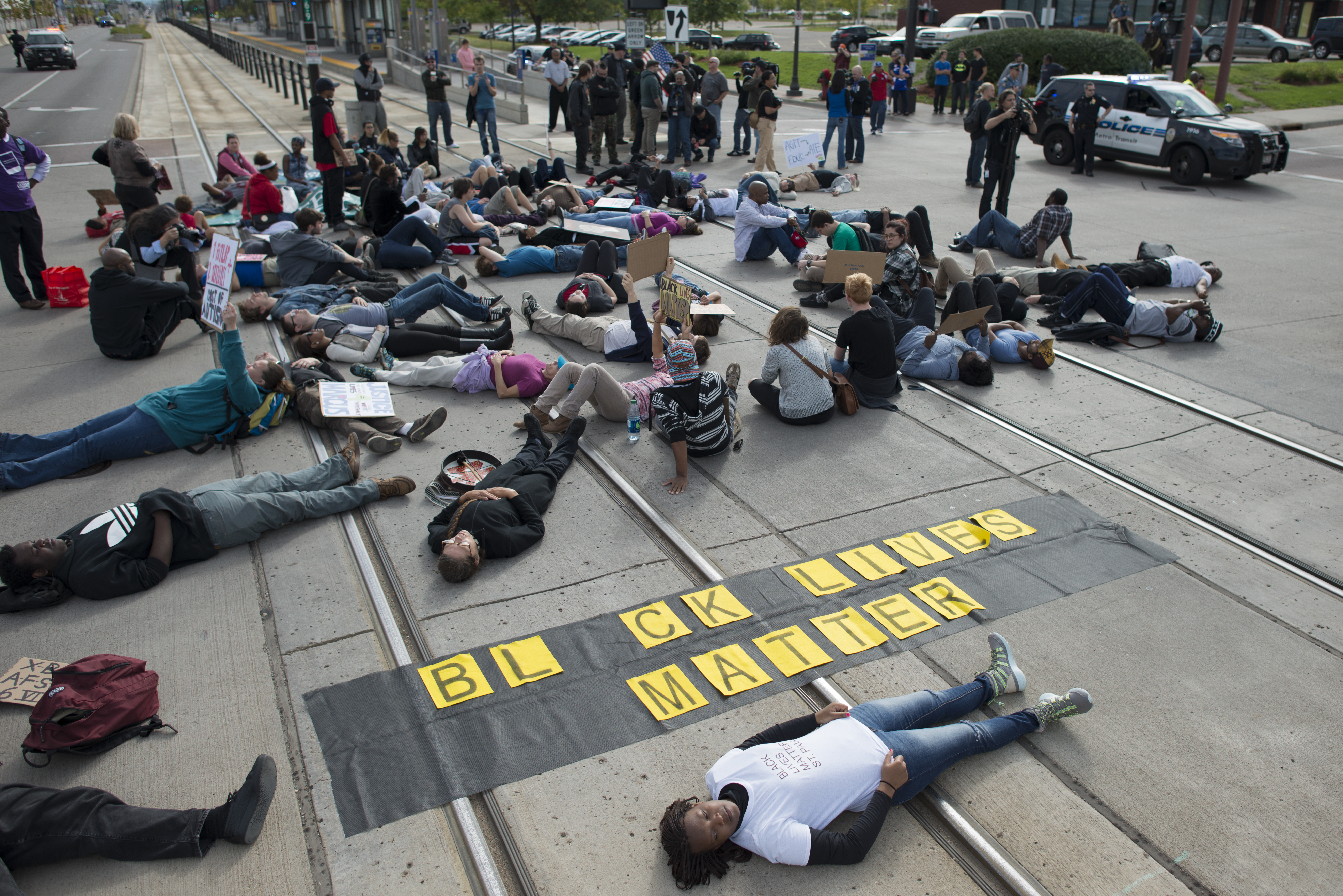
Protest Black Lives Matter: manifestanții se prefac morți în semn de protest față de presupusa brutalitate a poliției din Saint Paul, Minnesota. 20 septembrie 2015.

Black Lives Matter (BLM; în română „Viețile Negrilor Contează”) este o mișcare internațională pentru drepturile omului care s-a format în cadrul comunității afro-americane și militează pentru încetarea violenței și a rasismului sistemic față de rasa negroidă. BLM organizează în mod regulat proteste, manifestând preponderent împotriva brutalității poliției și a uciderii negrilor de către polițiști.
Mișcarea a luat viață în 2013 prin utilizarea hashtag-ului #BlackLivesMatter pe site-urile de socializare ca reacție la achitarea lui George Zimmerman în procesul care a urmat după moartea prin împușcare a adolescentului afro-american Trayvon Martin în februarie 2012. Mișcarea a devenit cunoscută la nivel național datorită demonstrațiilor de stradă organizate în urma deceselor din 2014 a doi afro-americani: Michael Brown – rezultând în protestele din Ferguson, lângă Saint Louis – și Eric Garner din New York. De atunci, susținătorii mișcării au protestat în repetate rânduri împotriva deceselor afro-americanilor cauzate de acțiuni ale poliției și/sau întâmplate în custodia acesteia. În vara anului 2015, activiștii Black Lives Matter s-au implicat în alegerile prezidențiale din 2016 din Statele Unite. Între 2014 și 2016, inițiatorii campaniei – Alicia Garza, Patrisse Cullors și Opal Tometi – au extins-o într-o rețea națională cu peste 30 de filiale. La general, însă, Black Lives Matter este o comunitate descentralizată fără ierarhie formală.
Mișcarea a provocat mai multe reacții. Percepția populației americane cu privire la Black Lives Matter variază considerabil în funcție de rasă. Ca răspuns la BLM a fost promovată sintagma "All Lives Matter" („toate viețile contează”), care a fost criticată pentru că înțelege greșit mesajul „Black Lives Matter”. În urma împușcării a doi polițiști din Ferguson, susținătorii forțelor de ordine au lansat hashtag-ul Blue Lives Matter („viețile albaștrilor contează” – adică a polițiștilor). Unii lideri în domeniul drepturilor civile au declarat că nu agreează tacticile folosite de activiștii Black Lives Matter.
Mișcarea a revenit în atenția publicului american și a obținut o recunoaștere internațională în timpul protestelor care au urmat după moartea lui George Floyd, survenită în momentul arestării acestuia.